# Giuseppe Cocconi

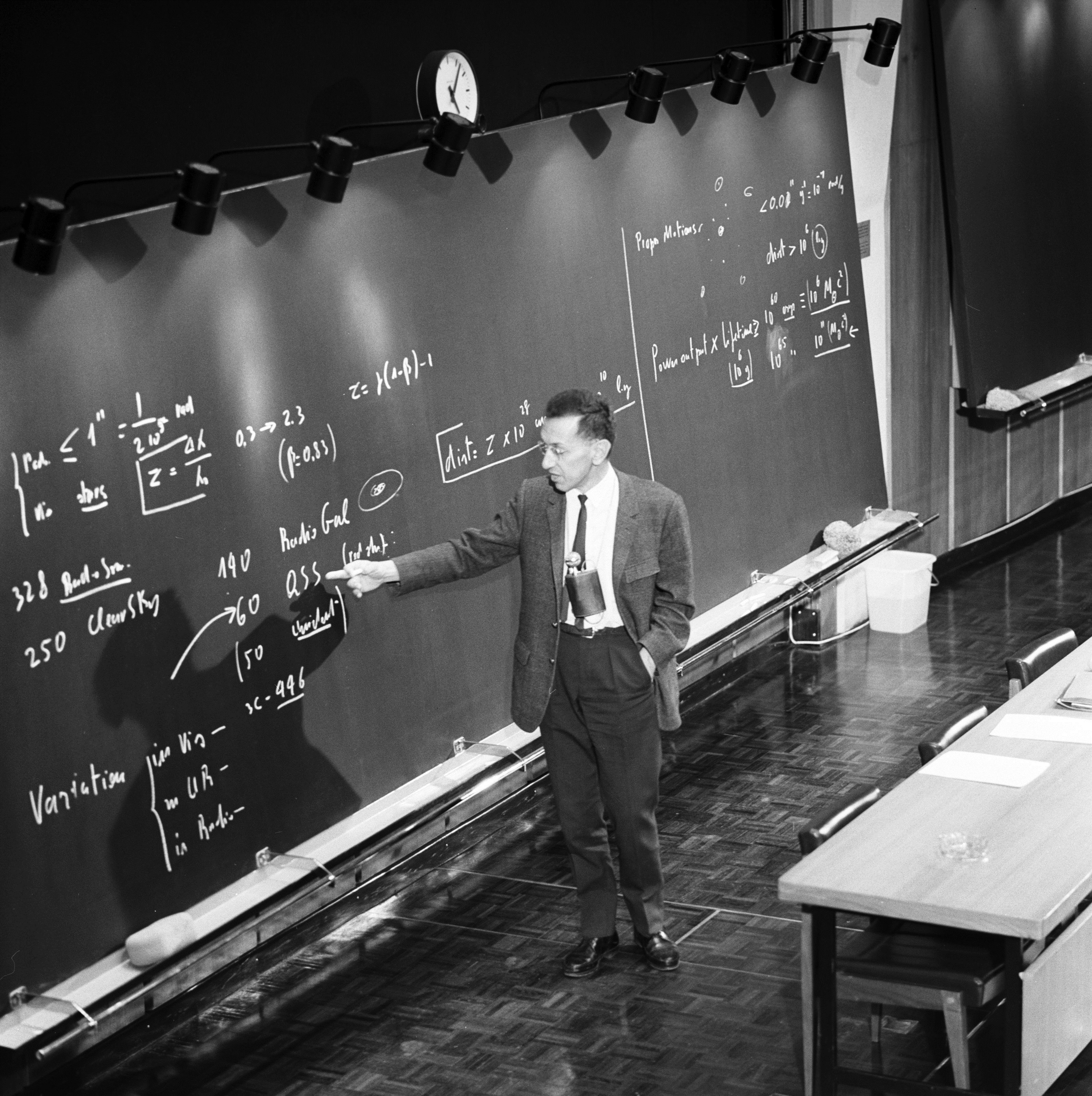
Giuseppe Cocconi bei einer Vorlesung im CERN (1967)

Giuseppe Cocconi (* 1914 in Como; † 9. November 2008) war ein italienischer Physiker, der sich mit Elementarteilchenphysik beschäftigte und früher Forschungsdirektor des CERN war.

## Leben und Werk
Cocconi interessierte sich als Jugendlicher vor allem für Astronomie. Er studierte Physik an der Universität Mailand, wo er 1937 sein Diplom (Laurea) erhielt. Ab Februar 1938 war er auf Einladung von Edoardo Amaldi in Rom, wo er der Teil der renommierten Physiker-Gruppe um Enrico Fermi wurde. Mit Fermi baute er eine Wilson-Nebelkammer zum Nachweis des Zerfalls von Mesonen aus der kosmischen Höhenstrahlung (in der Vor-Teilchenbeschleuniger-Zeit die Hauptquelle für Elementarteilchen hoher Energie). Im August 1938 kehrte er nach Mailand zurück und übertrug die in Rom gelernten physikalischen Verfahren in eine Forschungsgruppe zur kosmischen Strahlung. Eine seiner dortigen Doktoranden, Vanna Tongiorgi, wurde 1945 seine Ehefrau (ihre erste gemeinsame Veröffentlichung erfolgte allerdings schon 1939). 1942 wurde er Professor an der Universität Catania und führte gleichzeitig Arbeiten über Infrarot-Detektion für die italienische Luftwaffe aus. Auch nach dem Krieg lehrte er in Catania.
1947 ging er auf Einladung von Hans Bethe an die Cornell University. In Experimenten am Echo Lake in den Rocky Mountains bewies Cocconi mit seiner Frau den galaktischen und sogar außergalaktischen Ursprung der kosmischen Strahlung. In Cornell begann sich Cocconi auch in Zusammenarbeit mit Philip Morrison für den Nachweis außerirdischer Intelligenz zu interessieren. Sie befürworteten eine Suche auf der 21-cm-Radiowellenlänge des neutralen Wasserstoffs mit Radioteleskopen, was später im SETI-Programm verfolgt wurde.
1959 bis 1961 war er am CERN in den frühen Phasen des dortigen Proton-Synchrotrons beteiligt (ab 1959 in Betrieb) und untersuchte mit diesem das Verhalten der Wirkungsquerschnitte z. B. in Proton-Proton-Streuung oder Proton-Kern-Streuung. 1962–1963 experimentierte er in ähnlichen Experimenten am Protonen-Synchrotron des Brookhaven National Laboratory. 1963 war er wieder am CERN und entdeckte dort mit Alan Whetherell, Bert Diddens und anderen ein Phänomen im Hochenergieverhalten der Proton-Proton-Streuung, das als Austausch zweier Regge-Pole interpretiert wurde, das sogenannte „Pomeron“, das von Pomerantschuk vorhergesagt worden war. 1967 bis 1969 war er Forschungsdirektor des CERN. Er entwickelte dort einen Teilchendetektor, den er „Römischen Topf“ nannte und mit dem er an den  Intersecting Storage Rings (ISR) des CERN den Anstieg der Proton-Proton-Wirkungsquerschnitte bei hohen Energien nachwies. In den 1970er Jahren war er mit Klaus Winter führend in der Charm-Kollaboration am CERN, die Elektron-Neutrino Streuung untersuchte. 1979 ging er am CERN in den Ruhestand, besuchte aber weiter regelmäßig das CERN.
1955 war er Guggenheim Fellow. Was seine Einstellung zu Preisen und Akademien betrifft, stand im CERN-Nachruf: His refusal of association with academies, and his lack of interest in prizes and honours, as well as his wish not to talk publicly, after his retirement, of his scientific life, are well known .

## Verweise
1. ↑  zu der auch Gilberto Bernardini gehörte, der spätere erste Forschungsdirektor des CERN
2. ↑  Zyklotrone wurden damals gerade entwickelt, zuerst in Berkeley bei Ernest Lawrence um 1932
3. ↑  Cocconi, Morrison „Searching for interstellar communication“, Nature 1959, geschrieben als beide am CERN waren
4. ↑  Charm für CERN-Hamburg-Amsterdam-Rom
5. ↑  CERN Bulletin, November 2008, Bd. 49/50

| Personendaten    | Personendaten          |
| ---------------- | ---------------------- |
| NAME             | Cocconi, Giuseppe      |
| KURZBESCHREIBUNG | italienischer Physiker |
| GEBURTSDATUM     | 1914                   |
| GEBURTSORT       | Como                   |
| STERBEDATUM      | 9. November 2008       |